# Скорца, Синибальдо
Синибальдо Скорца (итал. Sinibaldo Scorza; 16 июля 1589 — 5 апреля 1631) — живописец, рисовальщик и гравёр итальянского маньеризма генуэзской школы.

## Биография
Синибальдо родился в богатой аристократической семье из Вольтаджо (ныне часть Пьемонта), его отцом был граф Скорца ди Вольтаджо, и он получил литературное и широкое гуманистическое образование. Сначала он обучался у малоизвестного художника Джованни Баттисты Карозио и его сына Бернардо, нанятых его семьей для украшения своей резиденции.
В 1604 году Синибальдо переехал в Геную и поступил в ученики к Джованни Баттисте Паджи.
В 1619 году герцог Карл Эммануил I Савойский сделал Скорца своим придворным художником, и ему была назначена ежемесячная пенсия в размере 50 дукатов в месяц. Однако, когда в 1625 году разразилась война между Генуей и Савойей, художник вернулся в Геную, и там его обвинили в измене. Он был сослан в Массу, затем в Рим, где работал несколько лет, прежде чем ему в 1627 году было предоставлено разрешение вернуться на генуэзскую территорию и в Вольтаджо. В последние годы своей жизни Скорца оказал влияние на своего ученика Джованни Бенедетто Кастильоне. Он является одним из художников, упомянутых в биографиях Рафаэле Сопрани. Художник скончался в Генуе в 1631 году и был похоронен в семейной усыпальнице в церкви Сан-Франческо-ди-Кастеллетто.
Скорца более всего известен картинами, в которых животные являются частью повествования, такого как история Ноя и другие. Частично это внимание к природе возникло из его знакомства с произведениями различных североевропейских художников, которые работали в Генуе: Франса Снейдерса и его ученика Яна Роса, а также Питера Бола и Гоффредо Валса. Но решающее влияние на формирование его индивидуального стиля оказало творчество Питера Пауля Рубенса.

## Галерея

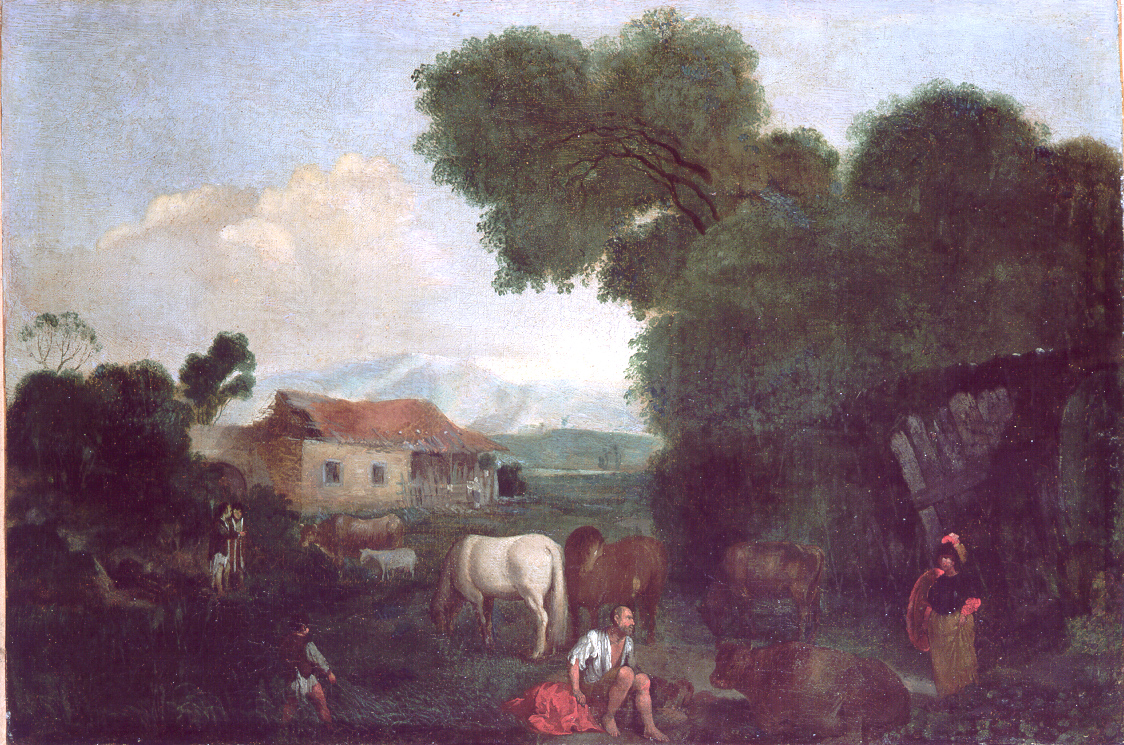
Эрминия среди пастухов. Холст, масло. Музеи Страда Нуова, Генуя
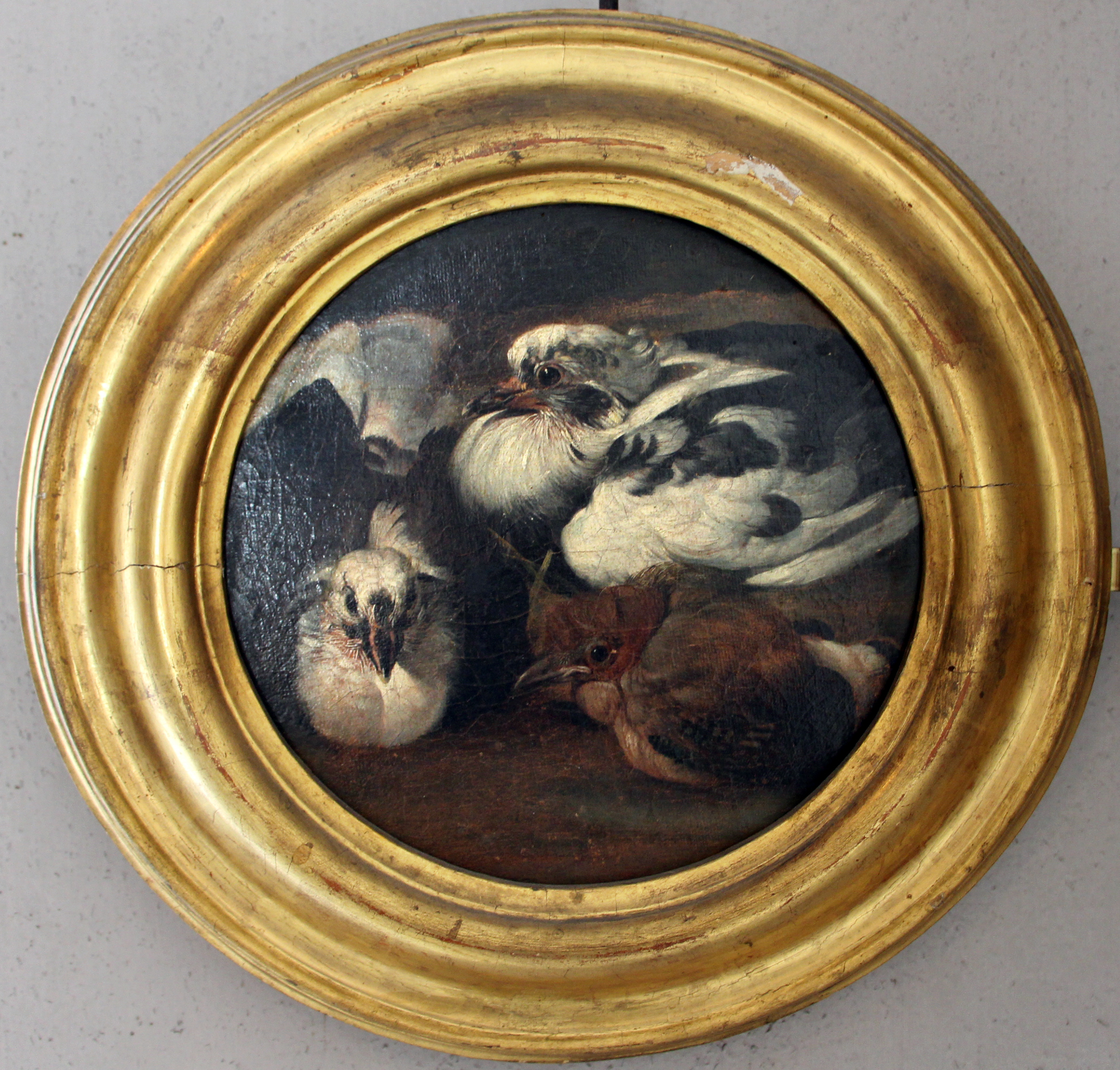
Два голубя и дрозд. Холст, масло. Музеи Страда Нуова, Генуя
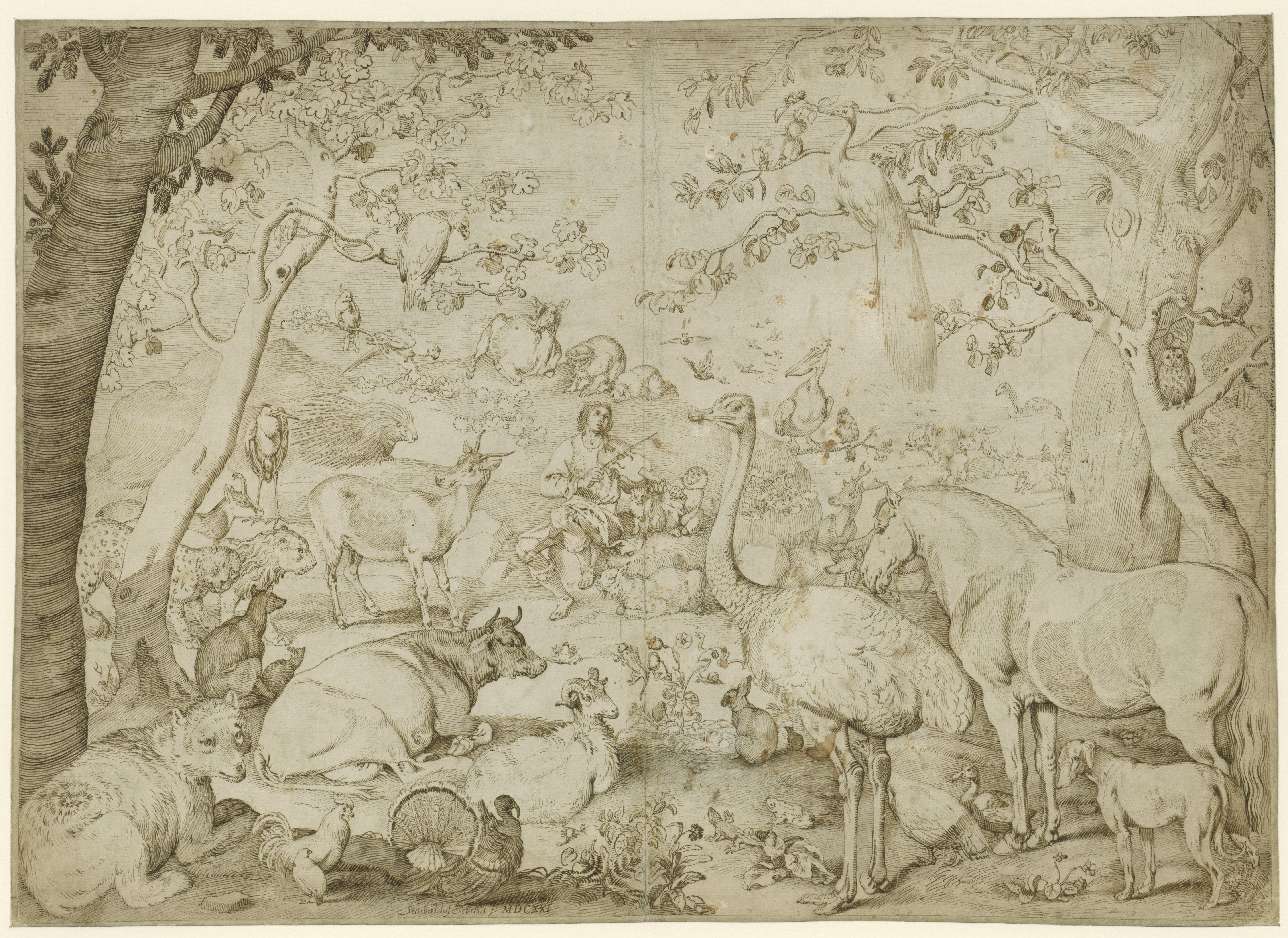
Орфей и животные в пейзаже. 1621. Бумага, перо, кисть, тушь. Рейксмюсеум, Амстердам
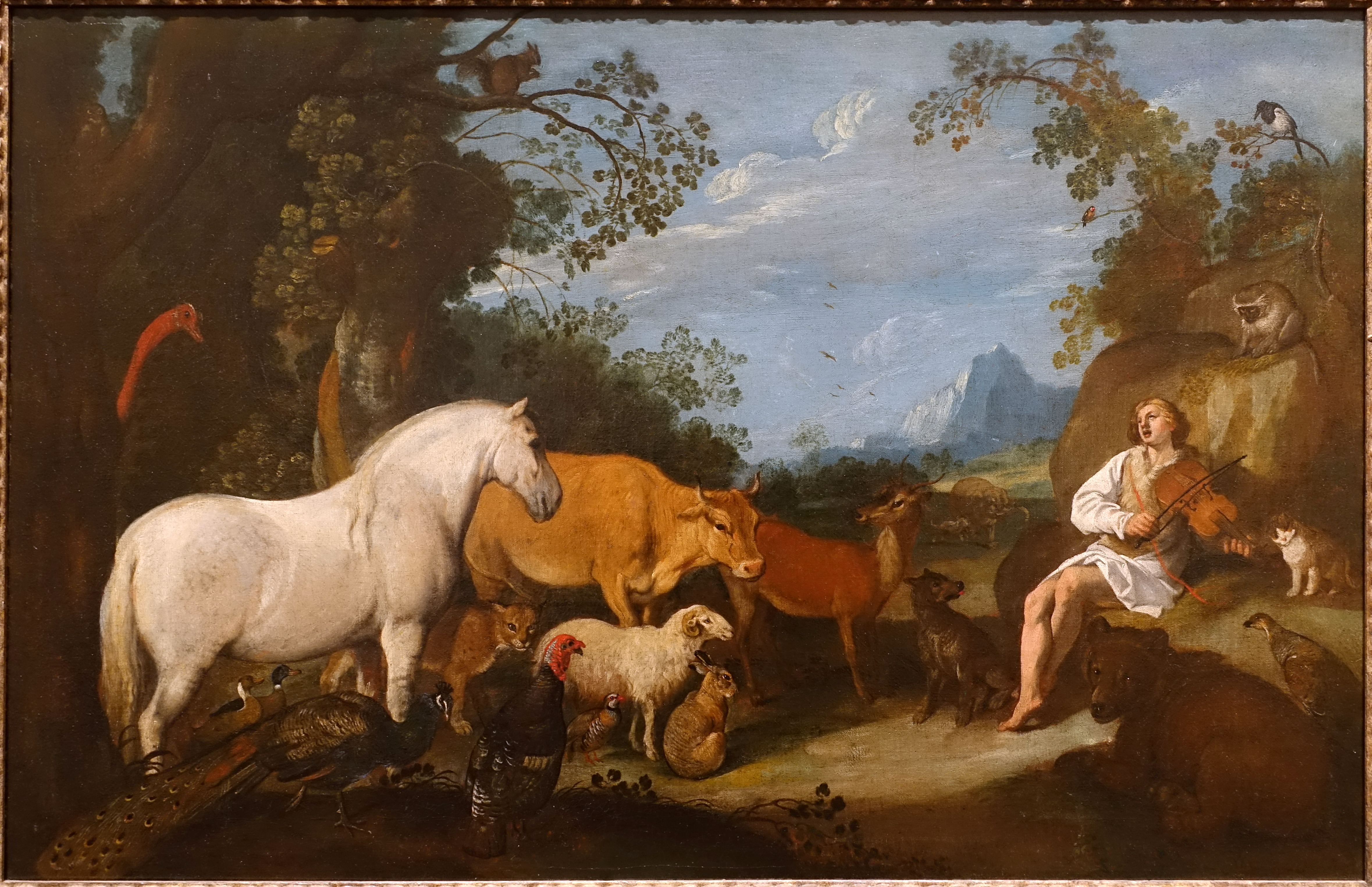
Oрфей, зачаровывающий животных. Ок. 1615. Холст, масло. Музей искусств Блэнтона, Остин, Техас, США
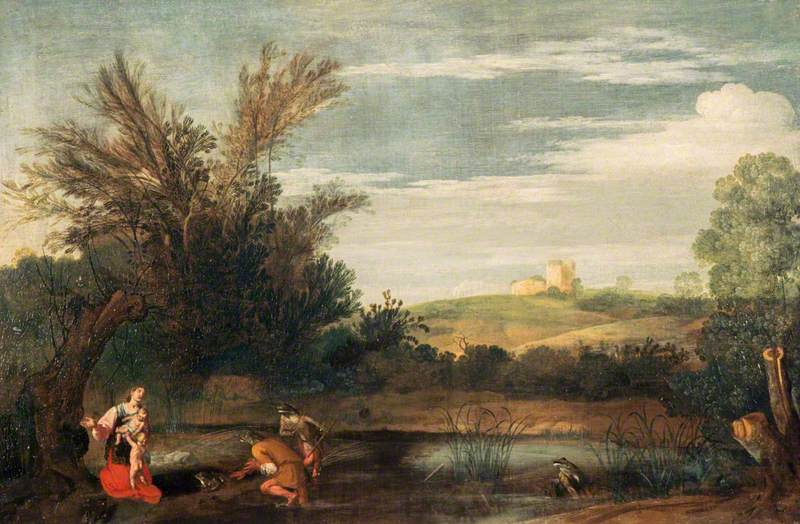
Пейзаж с Латоной и крестьянами. Ок. 1620. Холст, масло. Национальная галерея Шотландии, Эдинбург
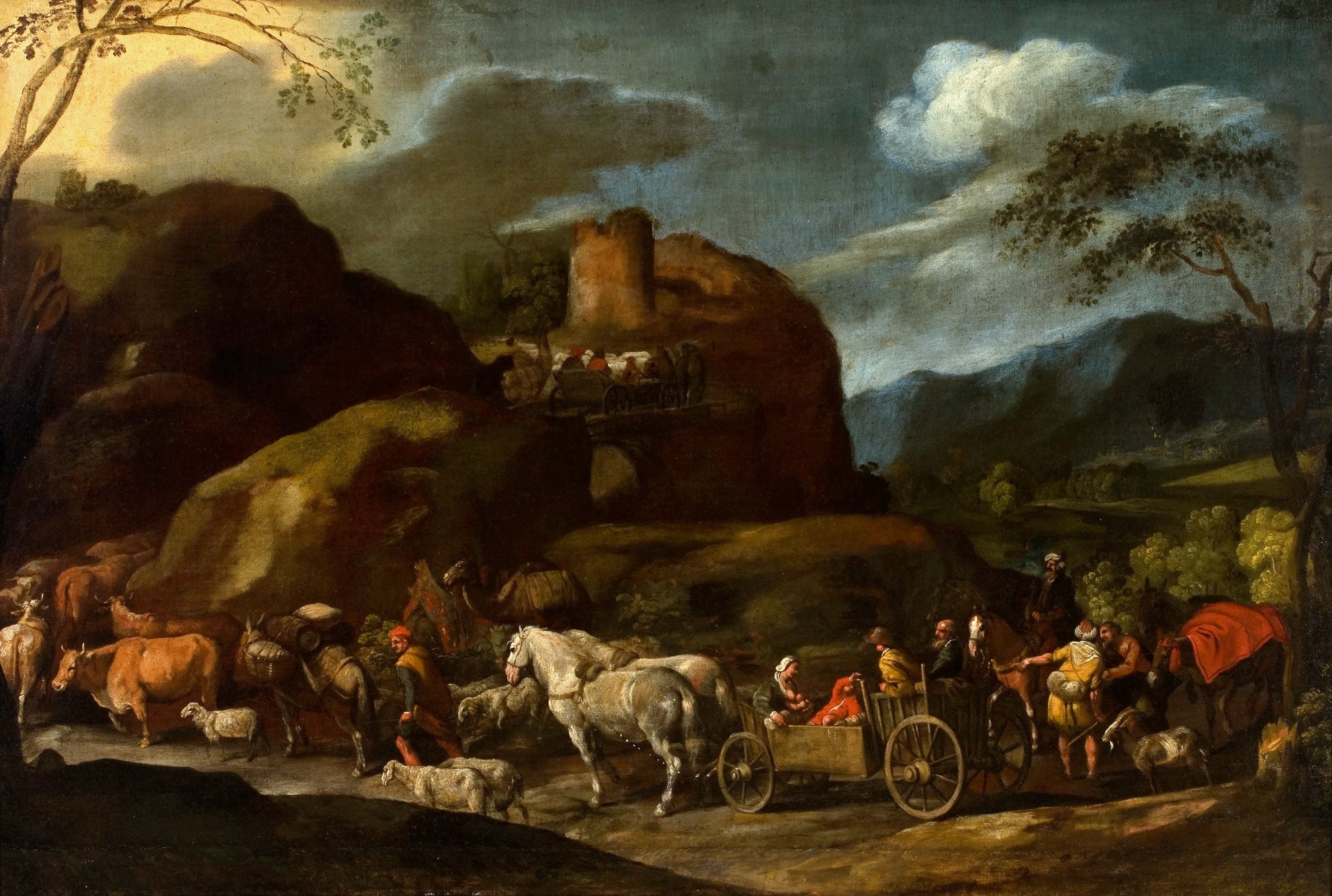
Возвращение Авраама в Ханаан. Ок. 1620. Холст, масло. Национальный музей изящных искусств, Рио-де-Жанейро